# Can Cortès (Sant Just Desvern)
Can Cortès és un edifici del municipi de Sant Just Desvern (Baix Llobregat) que forma part de l'Inventari del Patrimoni Arquitectònic de Catalunya.

## Descripció
La façana i sobretot l'interior del vestíbul esdevenen una mostra típica i excel·lent de l'estructura de casa de pagès medieval catalana. Es compon de tres tramades i té uns espais posteriors que semblen afegits i que podrien ser la clàssica galeria interioritzada, situada dalt del celler. La seva coberta té el carener recolzat en una jàssera i està recolzada a les façanes anterior i posterior, i a un gran i tosc pilar central. En ella descansen les bigues. Aquest gran pilar es troba al mig de la sala de distribució de les habitacions. Té finestres gòtiques a la seva façana, de composició simètrica, així com un portal dovellat. El gran celler està dividit en tres departaments, amb sitges per al gra i tines per a l'oli. Encara hi havia el pastador del forn de pa.

## Història
Probablement, Can Cortès sigui anterior al segle xiv, encara que les primeres referències daten del 1336. Inicialment s'anomenava "Can Orta" (1336). Des del 1655 Can Arnella i ja posteriorment Can Cortès. Davant de la casa hi havia l'era feta de maons, així com una pallissa.